# Afzelia javanica
Espèce
Afzelia javanica est une espèce de plantes à fleurs dicotylédones de la famille des Fabaceae, sous-famille des Caesalpinioideae, originaire d'Indonésie.
C'est un arbre pouvant atteindre 40 mètres de haut, dont le bois est exploité comme bois d'œuvre.